# ليندا لوسون
ليندا لوسون (بالإنجليزية: Linda Lawson)‏ هي عازفة الجاز وممثلة أمريكية، ولدت في 14 يناير 1936 في آن آربر في الولايات المتحدة.

## وصلات خارجية
- ليندا لوسون على موقع IMDb (الإنجليزية)
- ليندا لوسون على موقع ألو سيني (الفرنسية)
- ليندا لوسون على موقع ميوزك برينز (الإنجليزية)
- ليندا لوسون على موقع ديسكوغز (الإنجليزية)
- ليندا لوسون على موقع قاعدة بيانات الفيلم (الإنجليزية)